# 鲁道夫·施莱希特

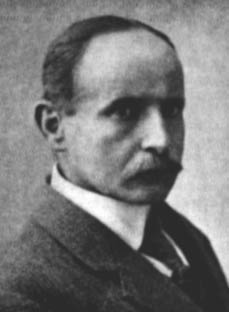
鲁道夫·施莱希特

弗里德里希·理查德·鲁道夫·施莱希特（Friedrich Richard Rudolf Schlechter，1872年10月12日—1925年11月16日），德国植物学家，以研究兰花而闻名。
施莱希特出生于柏林，1891年前往南非，后又曾前往印尼、新几内亚等地进行研究。